# 21564 Відманштеттен
21564 Відманштеттен (21564 Widmanstätten) — астероїд головного поясу, відкритий 26 серпня 1998 року.
Тіссеранів параметр щодо Юпітера — 3,132.
Названий на честь австрійського вченого Алоїза фон Відманштеттена (нім. Alois von Widmanstätten, 1754–1849).